# Campañas terrestres de la guerra del Pacífico
Las campañas terrestres de la guerra del Pacífico corresponden a la estrategia militar seguida por el Gobierno de Chile para lograr los objetivos políticos que perseguía durante la guerra del Pacífico. Estos eran, inicialmente, la abrogación del pacto secreto de alianza entre Perú y Bolivia y el reconocimiento de la soberanía chilena sobre la franja de Antofagasta entre los paralelos 23° - 25°S, que habían sido ocupados en la primera fase de la ocupación de Antofagasta.
El 1 de marzo de 1879, Bolivia declaró la guerra a Chile y el ejército chileno por orden de su gobierno ocupó, en una segunda fase de la ocupación de Antofagasta, la franja norte del Litoral boliviano, desde el paralelo 23°S hasta el Río Loa, para impedir la concentración de fuerzas bolivianas en esa región, es decir tenía fines solo militares y así fue dado a conocer a los empleados fiscales bolivianos, quienes rechazaron la oferta chilena de permanecer en sus labores.
Cuando se confirmó en Chile la existencia de un tratado secreto de defensa entre Bolivia y Perú y este se negó a dar una declaración de neutralidad, Chile declaró la guerra a los aliados. A la reivindicación de la franja 23°-24° se agregó el objetivo político de que los aliados abrogaran el tratado de alianza. En el plano internacional existía una condicionante importante: la derrota aliada debía ser rápida para impedir la intervención de potencias extranjeras, ya sea los EE. UU., Europa o Argentina.
Para la consecución de esos objetivos por medios militares el gobierno de Chile proyectó una invasión de Perú que debía obligar al gobierno de ese país a aceptar las exigencias chilenas. 
Aunque existieron expediciones de reconocimiento, una invasión del altiplano boliviano nunca fue discutida. La llamada Política boliviana del gobierno chileno, por el contrario, consistía en ofrecer a Bolivia la ocupación de su salida natural al Océano Pacífico, Tacna-Arica, y así romper la alianza.
No existía en el gobierno chileno claridad sobre los medios disponibles ni el objetivo militar a alcanzar. La primera orden impartida a la Armada de Chile fue capturar, destruir o bloquear a la flota peruana en el Callao, por lo menos hasta que el ejército chileno hubiese podido desembarcar y ocupar Tarapacá. La Marina de Guerra del Perú evitó hábilmente un combate frontal durante los 6 primeros meses de la Campaña naval y puso en peligro cualquier transporte de hombres o material desde Chile central a Antofagasta, la zona de concentración militar chilena. Era la "muralla móvil" de Perú que impedía la invasión.
El resultado del combate naval de Angamos eliminó la amenaza naval peruana a las líneas de abastecimiento chilenas, imposibilitó un ataque aliado al puerto de Antofagasta y dificultó una entrada argentina a la guerra. En Chile comenzó otra vez la discusión si se debía invadir Tarapacá, la fuente de los ingresos fiscales peruanos, Arica-Tacna-Moquegua, zona de concentración militar aliada y puerta del comercio exterior de Bolivia, o Lima, centro político de Perú. Cada una de ella tenía sus particularidades.
Sin poder naval, los aliados no podían movilizar grandes contingentes ni material a lo largo de la costa, por lo que debieron reducir sus planes a fines defensivos y con pocas excepciones (Batalla de Dolores y Batalla de Huamachuco) a una defensa estática. También la falta de medios materiales y de organización impidió una defensa más dinámica. El ejército peruano estacionado en Arequipa así como la 5. División del ejército boliviano en Potosí no agotaron sus posibilidades por falta de medios, aunque algunos historiadores sugieren que hubo motivos de política interna para su inactividad.
En el curso de la guerra se modificaron los objetivos de esta. Tarapacá, que fue ocupada en 1879 como garantía del pago de una indemnización, se había convertido antes de la Conferencia de Arica (1880) en un territorio que debía pertenecer a Chile. Asimismo, Tacna y Arica, que eran la oferta chilena a Bolivia para abandonar la alianza, fueron divididos entre Perú y Chile.

## Antecedentes
Ya esta Expedición libertadora del Perú (1820) y durante la Guerra contra la Confederación Perú-Boliviana (1836-1839), tropas chilenas habían desembarcado en Perú, aunque en circunstancias políticas completamente diferentes: en ambos casos contó con un fuerte apoyo en el interior de Perú y con apoyo de Argentina.
La ocupación militar de un territorio pudo tener durante la guerra diferentes motivos:
1. la reivindicación del territorio ocupado
2. usarlo como garantía del pago de una indemnización por el enemigo vencido
3. usarlo como aliciente para un aliado potencial
4. impedir la concentración de tropas enemigas
5. la demostración de que el enemigo es incapaz de defender su territorio

La discusión en Chile sobre los objetivos estratégicos que debían ser alcanzados para obtener los fines políticos no cesó hasta el fin de la guerra. Según Gonzalo Bulnes existieron desde el comienzo de la guerra varios planes dentro del gobierno de Chile.: 350-  Son conocidas las órdenes (del ministro Prats) al jefe de la escuadra chilena Juan Williams Rebolledo de destruir, capturar o bloquear la flota peruana en el Callao para invadir Tarapacá, otro de invasión a Tarapacá, del ministro Varas, a pesar de la amenaza Huáscar que fue desbaratado por el combate naval de Iquique y de Punta Gruesa. Aun sin la destrucción de la Esmeralda no se hubiese podido realizar por falta de municiones. Hubo otro plan de invadir Moquegua y entregarla a Daza y así acabar con la alianza Perú-Boliviana. Justo Arteaga, jefe del ejército, había favorecido el plan de invadir Tarapacá, pero luego cambió de opinión y favorecía la invasión de Tacna y Arica. El 10 de junio existía coincidencia entre el gobierno y su jefe del ejército en que se debía invadir Tacna y Arica. El ministro Varas, sin embargo, había cambiado su opinión y era partidario de desembarcar cerca de Lima: 351–253 
Finalmente, sostiene G. Bulnes, Pinto había entregado la decisión a Sotomayor, quien tuvo dos planes, uno antes de la captura del Huáscar y otro después de la captura:: 511–512 
El primero era bajar en Patillos, i marchar a San Lorenzo, donde se uniría con las fuerzas de Quillagua. Se fijaba en Patillos por estar al sur de Iquique, procurando no dejar su línea cortada por este puerto, donde se habían colocado cañones de sitio que podían servir de refujio al Huáscar para ejecutar asaltos rápidos sobre los trasportes que traficaran entre Antofagasta i el lugar de desembarco.
Suprimido este temor con la captura del Huáscar consideró preferible bajar al norte de Iquique en Pisagua o Junin. Esta es una caleta que mora un poco al sur de Pisagua.
Una vez ocupada Tacna y Arica, Aníbal Pinto pensaba ocupar Arequipa (destruir el ejército peruano allí estacionado) o bloquear Mollendo (obligar al comercio boliviano a usar Arica).: 712 
También hubo, al final de la guerra, cuando parecía imposible llegar a un acuerdo con algún gobierno peruano, el plan o al menos la intención de una retirada chilena del Perú hasta el Río Sama e impedir un rearme de Perú por medio de un bloqueo de sus puertos.: 251–252 
La expedición Lynch y la expedición a Mollendo ocupan un puesto aparte porque no tenían un fin de larga ocupación militar sino solo eran para presionar al gobierno de Lima a aceptar las exigencias chilenas

## Características de los objetivos

### Tarapacá como objetivo estratégico
La zona salitrera tenía dos grandes ventajas, estas eran la cercanía al territorio de Chile que facilitaba el transporte, y el caudal de recursos fiscales que se privaba a Perú y que pasarían a Chile. A pesar de su importancia económica, la pérdida de Tarapacá no fue razón en Perú para aceptar las exigencias chilenas. 
La campaña terrestre durante la guerra con Chile (1879-1883) fue muy dolorosa para el Perú, pero la mañana del 27 de noviembre de 1879 la victoria sonrió a los peruanos en la pampa de Tarapacá, al sur del país.Sin embargo, se puede decir a ciencia cierta que las campañas del Sur tuvieron por objetivo finalizar la guerra de independencia hispanoamericana, y como resultado el auge de la influencia y el poder de la Gran Colombia que bajo la presidencia de Simón Bolívar buscaba la unión de los nuevos estados.Las tropas chilenas desembarcaron con 15 mil soldados al mando de Manuel Baquedano y tomaron la ciudad de Moquegua. La idea del enemigo era aislar a las fuerzas aliadas al mando del peruano Lizardo Montero y del coronel boliviano Eliodoro Camacho de aprovisionamiento, es decir de Lima o Arequipa.

### Arica-Tacna-Moquegua como objetivo estratégico
La zona de Arica, Tacna y Moquegua era la salida natural de Bolivia al Pacífico: 232  y como tal sería un atractivo incentivo para el gobierno en La Paz con el fin de abandonar la alianza con Perú. Basadre sostiene que fue la Política boliviana, interponer Bolivia entre Perú y Chile, la razón de la invasión a esa zona y que en ese entonces una invasión a Lima hubiese tenido un éxito fulminante.: 62 
También era el centro de comunicaciones y concentración de las fuerzas aliadas, donde podían y concurrían los contingentes de Arequipa, Bolivia, la zona misma e Iquique. Era la zona más austral de Perú con suficiente agua, puerto y abastecimiento agrícola propio.
La conquista chilena de la zona destruyó los ejércitos aliados y dejó a Bolivia con salida al Océano Pacífico solo por Lima, pero tampoco fue vista como el fin de su capacidad de resistencia.

### Lima como objetivo estratégico
La capital de Perú concentraba el poder político en el país, pero eso mismo no aseguraba la derrota de la alianza. Tanto en la expedición libertadora como en la guerra contra Santa Cruz, los ocupantes de Lima no lograron la paz solo a través de la ocupación de la capital. En ambos casos la guerra continuo hasta la destrucción del ejército enemigo.
Aunque se ha dicho que una ocupación de Lima hubiese sido posible antes, se debe tener presente que el ejército chileno adquirió experiencia solo a costa de enormes sacrificios al comienzo de la guerra y es dudoso si hubiese tenido éxito con una operación tan lejana y de tanta envergadura.

## Características militares de las operaciones

### Desembarcos anfibios
Las campañas o expediciones chilenas comenzaron con desembarcos anfibios cerca de las posiciones defendidas por los aliados o en el caso de la campaña de Tarapacá, un desembarco en la misma bahía de Pisagua defendida por los aliados. Las excepciones fueron las operaciones en la Breña, pero incluso allí ocurrió a veces, cuando se combatía cerca de la costa (Batalla de San Pablo (Cajamarca) por ejemplo), que había un desembarco.

### Defensa estática aliada
Las batallas de Dolores y de Huamachuco fueron casos especiales en cuanto a que las fuerzas aliadas peruanas fueron movilizadas para buscar el combate e iniciar el ataque. En todas las otras grandes batallas de la guerra fueron los invasores quienes tomaron la iniciativa.

### Deficiencia en organización, material de guerra y profesionalismo entre los aliados
La falta de caballería y artillería equivalente a la chilena significó para los aliados una gran desventaja. Reflejando una gran diferencia desde La campaña naval, superando la escuadra chilena en cantidad de corbetas y transporte.

## Lista de las campañas
Las campañas terrestres de la guerra del Pacífico han sido divididas en las siguientes fases:
- Desembarco chileno de Antofagasta
- Campaña de Tarapacá
- Campaña de Tacna y Arica
- Expedición Lynch (sin enfrentamientos Militares)
- Campaña de Lima
- Campaña de la Breña (se incluye normalmente la resistencia peruana en todo el país)
- Toma de Arequipa (sin enfrentamientos militares graves)